# Сляднево (Нижегородская область)
Сляднево — деревня в Богородском районе Нижегородской области. Входит в состав Алешковского сельсовета. Население 2 (2010) человек

## Общая физико-географическая характеристика
Географическое положение
По автомобильным дорогам расстояние до областного центра города Нижнего Новгорода составляет 62 км, до районного центра города Богородска — 16 км. Абсолютная высота 151 метр над уровнем моря.
Часовой пояс
Сляднево, как и вся Нижегородская область, находится в часовой зоне МСК (московское время). Смещение применяемого времени относительно UTC составляет +3:00.

## История
В «Списке населенных мест» Нижегородской губернии по данным за 1859 год значится как казённая деревня при речке Зуевке в 22 верстах от Нижнего Новгорода. Относилась к первому стану Горбатовского уезда. В деревне насчитывалось 19 дворов и проживало 119 человек (49 мужчин и 70 женщин).

## Население
| 1999 | 2002 | 2010 |
| ---- | ---- | ---- |
| 2    | ↗3   | ↘2   |

Национальный состав
Согласно результатам переписи 2002 года, в национальной структуре населения русские составляли  100% из 3 человек.